# Houwitser
Houwitser (v překladu houfnice) je nizozemská death metalová kapela založená v roce 1997 ve městě Amersfoort. Mezi zakládající členy patřili Michel Alderliefsten (ex-Sinister), Mike van Mastrigt (ex-Sinister), Theo van Eekelen (ex-Judgement Day) a Aad Kloosterwaard.
 Stěžejní tematikou skupiny je válka.
V roce 2004 se kapela rozpadla a v roce 2007 se v obměněné sestavě znovu obnovila.
Debutové studiové album Death But Not Buried vyšlo v roce 1999.

## Diskografie
Studiová alba
- Death But Not Buried (1999)
- Embrace Damnation (2000)
- Rage Inside the Womb (2002)
- Damage Assessment (2003)[1]
- Bestial Atrocity (2010)
- Sentinel Beast (2024)

EP
- Sledgehammer Redemption (2009)

Singly
- March to Die (2001)

Split nahrávky
- Houwitser / Professional Sometimes Goes Off Arm Too (1998) – společně s kapelou Grind 6,4

Promo nahrávky
- Promo '98 (1998)

## Videografie
DVD
- Moscow Atrocity (2012)